# BIG ONE GIRLS
BIG ONE GIRLS（ビッグワンガールズ、BOG）は、近代映画社が出版していた女性アイドル&アーティスト誌。2010年3月創刊。2025年6月休刊。

## 概要
創刊号の表紙はSKE48（松井珠理奈、松井玲奈、矢神久美、高柳明音、向田茉夏、小木曽汐莉、木下有希子）。AKB48グループや坂道シリーズ、ハロー!プロジェクトを中心とした女性アイドルのインタビューとグラビアを中心に、「℃-ute 鈴木愛理のCUTIE伝言板」「WHO'S THAT AKB48」「さくら学院 学院月誌」「Juice=Juice 金澤朋子のTomoTalk」「OCHA NORMA DE 映画を」などの連載記事を掲載していた。
2025年6月17日、発売中の「6月号/夏号」をもって休刊することが発表された。以降はウェブサイト「スクリーンオンライン」内の「BIGONEGIRLS」にて芸能・アイドル情報の発信が続けられる。